# 屈斯滕
屈斯滕是德国下萨克森州的一个市镇。总面积41.28平方公里，总人口1406人，其中男性659人，女性747人（2011年12月31日），人口密度34人/平方公里。